# Виктор Берар
 Виктор Берар  (фр. Victor Bérard; Морез, Жира, 10. август 1864 — Париз, 13. новембар 1931) био је француски хелениста, археолог, политичар дипломата и писац. Познат је по свом преводу Хомерове Одисеје на француски, и његовом покушају да дочара Одисејево путовање У данашњој Србији је најпознатији по свом раду „Турска и хеленизам. Путовање у Македонију“.

## Биографија
Берар је рођен 1864. године у граду Морез (Жира (департман)) , у породици фармацеута Жан Батисте Берара.Његов млађи брат, Леон Берар, уписао је медицински факултет у Лиону и постао и истакнути онколог. Виктор је уписао Вишу педагошку школу (фр. École normale supérieure), у Паризу (1884-1887), и постао ученик Де ла Блаша.Студије је наставио на «Француском Археолошком факултету у Атини» (1887-1890).

## Истраживања у Малој Азији
Страбонов прилаз Хомеру у коме се помиње као „песник географије“ имаћe огроман утицај на будући живот и каријеру Виктора Берара и проучавање Хомер Хомера је постало његово животно дело.У 1891 студирао је грчке натписе у Малој Азији фокусирајући се на локалитет древног града Олимпосa у Ликији , у близини села Чраљ, 70 километара од Анталије.Његова докторска дисертација 1894 под називом „О поријеклу култова Аркадије“ била је заснована на резултатима његових ископавања у Аркадији“.

## Каријера
У 1920 години постао је сенатор из Жира департмана и остао на тој позицији до своје смрти у Паризу 13. новембра 1931 године. Виктор Берар је постао предсједавајући Сената Одбора иностраних послова 1929 године.

## Хомер
Берару је проучавања Хомера и Одисеје било питање амбиције живота.Врхунац његовог истраживања био је превод Одисеје на француски језик.Рад је постао најзначајнији филолошки догађај у Француској 1924 године. Све у свему, Берар је посветио овом раду 30 година његовог живота. Његов превод Одисеје у ритмичке прозе, дао је значајан допринос оживљавању Филолошког факултета у Француској и препознат од стране Друштва француских хуманиста Гијома Буде (фр. Association Guillaume Budé).

## Понављајући пут Одисеја
Инспирисан изузетним усјпехом Шлимана , ментално је развијао реконструкцију древне пловидбе, услова навигације, обалама Средоземног мора које је Одисеј посјетио. Он користи информације дате у Одисеји да направи свој брод.Истраживачке претпоставке и идеје Берара биле cу интересантне и прихватљиве. Међутим, деценијама су биле критиковане.Један од разлога је чињеница да је Берар обновио Одисејево путовање у модерном броду, коришћењем технологије непознате старим Грцима.Поред тога, када покушавате да пронађете детаље као што су пећине Калипсо, Берар је тврдио да је Хомер није измислио, и да описује стварна мјеста, што је само по себи било контроверзно.Међутим, као што је навео Жан-Пјера Тиолет у „Име ми је Библос“ (фр. Je m'appelle Byblos), Берар се помиње у географији Одисеје и идентификације мјеста које је Хомер описао.

## Покољ Јермена
Године 1896. отпутовао је у Османско царство, након чега је пуликовао рад „Политика Султана“(фр. La Politique du Sultan). У свом раду Берард је оптужио султана Абдул Хамида за организовање масакра над Јерменима у периоду 1894-1896. У својој књизи, Берар је такође изразио увјерење да је један број француских новина подмићен од Отоманскиx власти да ћуте о турским звјерствима.

## Косово
У данашњој Србији, због важности насталих Ратом на Косову и Метохији по распаду Југославије и парадоксалног проблема настаолог Резолуцијом Савјета безбједности ОУН 1244 он је најпознатији као аутор књиге «Турска и хеленизам.У свом раду јасно одражава војну сарадњу Француске и Србије у Краљевини Срба, Хрвата и Словенацапротив заједничких непријатеља у рату као "природни" наставак вишевјековних, добро учвршћених француско-српског односа. Борба на страни Француске представљана је као одбрана класичних вриједности, па према томе свеопштих вриједности слободе и једнакости које је преузела Француска револуција, наспрам "варварства германизма". Српске побједе на Церу и Колубари тумачене су као тријумф слободе и упоређиване са побједама Грка на Маратонском пољу, Саламини и Платеје или Француза на Валмију. Разлика између француског републиканизма и српског монархизма превазилажена је тако што је подвлачен национални карактер српске династије. Краљ Петар је поређен са француским генералима из времена Револуције који су, не штедећи своје животе, равноправно са војницима учествовали у окршајима на бојном пољу.
У својој књизи прати слабост неформиране националне свијести. Он пише да су православни хришћани са осјмехом неповерења примили султанову Ферман подршку „ови шизматици Бугари“, наводећи да cу „македонци - грци, a не бугари, и желе да имају грчку цркву и школу“. И онда, учитељ позива меморије Грка Македонаца Аристотела, Филипа II и Александра Великог.Што се тиче бивше југословенске републике , он описује људе у у граду Струга обучение у одјећу грчких острвљана тврдећи „најчистији Грчки свијет“ a феномен „ми нисмо Грци, ми смо Бугари“ објашњава пропагандом и Бугарским новцем потрошеним за ту сврху.Берар пише да је вјерска мапа Косовски вилајет Косовског вилајета и географска, ј да су Словени у региону, већина њих.Ако Косовски вилајет може постати поље сукоба између Бугарске и Србије у Манастир вилајету Бугари су добро знали да имају непријатељe, и да су то и Срби и Грци који не прихватају „Аусто - бугаре“.Радови Берара користе се у актуелним геополитичким питањима. Берар је сматрао да „кованица македонци“, произилази углавном као резултат бугарско-српске конфронтације.